# Hama Amadou

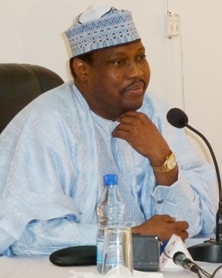
Hama Amadou (2011)

Hama Amadou (* 3. März 1950 in Youri; † 23. Oktober 2024 in Niamey) war ein nigrischer Politiker. Er war von 1995 bis 1996 sowie von 2000 bis 2007 Premierminister seines Landes.

## Leben
Hama Amadou gehörte der Volksgruppe der Fulbe an. Er war von 1978 bis 1989 in verschiedenen Funktionen im Staatsdienst tätig, darunter als stellvertretender Präfekt, als Generalsekretär einer Präfektur und als Unterpräfekt. Von 1984 bis 1985 wirkte er als Generaldirektor der staatlichen Rundfunkanstalt ORTN.
Am 21. Februar 1995 wurde Hama Amadou Premierminister unter dem seit 1993 regierenden Präsidenten Mahamane Ousmane. Der Präsident sah sich zu dieser Ernennung gezwungen, nachdem seine Partei bei den Parlamentswahlen am 12. Januar nur 24 der 83 Mandate erhalten hatten, während Amadous Nationale Bewegung der Entwicklungsgesellschaft (MNSD-Nassara) 29 Abgeordnete stellte. Er war Generalsekretär des MNSD-Nassara. Die Zusammenarbeit zwischen dem bisherigen Oppositionsführer Amadou und Präsident Ousmane war eher schlecht und führte zu einer Blockade politischer Entscheidungen. Der Militärputsch von Ibrahim Baré Maïnassara setzte beider Amtszeit am 27. Januar 1996 ein Ende. Beide waren zeitweilig inhaftiert. Im Januar 1998 wurde er kurzzeitig ein weiteres Mal festgenommen, da er eine Miliz aufgebaut und ein Attentat auf Präsident Maïnassara geplant haben soll. Nach wenigen Tagen wurde er wieder entlassen.
Ein Putsch unter Führung von Daouda Malam Wanké kostete Maïnassara am 9. April 1999 Amt und Leben. Amadou setzte auf Kooperation mit der neuen Militärregierung. Als nach der Rückkehr des Landes zur Demokratie sein Parteifreund Mamadou Tandja am 22. Dezember 1999 Präsident wurde, berief dieser Amadou zum Regierungschef einer Koalitionsregierung. Seit dem 3. Januar 2000 war er wieder im Amt. Bei den Parlamentswahlen am 24. November 1999 hatte der MNSD-Nassara als mit Abstand stärkste Partei 38 der 83 Sitze gewonnen. Direkt nach seiner Vereidigung erklärte Amadou den Parlamentariern, dass der Staat angesichts leerer Kassen zunächst nicht für ihre Bezahlung aufkommen könne. Seine Partei wählte ihn am 2. Januar 2002 als Nachfolger Mamadou Tandjas zu ihrem Präsidenten. Ende 2004 wurde der Staatspräsident wiedergewählt und der MNSD-Nassara bei den Parlamentswahlen am 4. Dezember 2004 mit 47 von 113 Sitzen wieder stärkste Partei. Amadou wurde am 24. Dezember 2004 vom Präsidenten wieder mit der Regierungsbildung beauftragt. Am 1. Juni 2007 reichte Amadou seinen Rücktritt ein, nachdem ein Misstrauensvotum gegen seine Regierung aufgrund eines Korruptionsskandals erfolgreich war.
Am 23. Juni 2008 wurde Hama Amadou vor dem Obersten Gerichtshof wegen Korruption angeklagt und am 26. Juni ins Hochsicherheitsgefängnis Koutoukalé in Karma gebracht. Er verbrachte einige Zeit im Gefängnis, bis er am 23. April 2009 aus gesundheitlichen Gründen entlassen wurde und nach Frankreich ging. Amadou stritt alle Korruptionsvorwürfe ab und behauptete Opfer eines politischen Komplotts zu sein. Er kehrte im Juli 2009 nach Niger zurück, um dem Begräbnis von Adamou Moumouni Djermakoye beizuwohnen, und gründete bei dieser Gelegenheit eine eigene Partei, die Nigrische Demokratische Bewegung für eine Afrikanische Föderation (MODEN-FA Lumana Africa). Amadou stellte sich bei den Präsidentschaftswahlen in Niger 2011 zur Wahl, die Mahamadou Issoufou gewann. Am 19. April 2011 wurde Hama Amadou als Nachfolger von Marou Amadou Präsident der Nationalversammlung. Zunächst Verbündeter von Staatspräsident Issoufou, wurde Amadou im Sommer 2013 zu dessen wichtigstem politischen Kontrahenten.
Gegen Hama Amadous Ehefrau wurden im Sommer 2014 Vorwürfe erhoben, an einer Kinderhandel-Affäre beteiligt zu sein. Hama Amadou wurde der Komplizenschaft beschuldigt und flüchtete am 27. August 2014 nach Frankreich. Ende September 2014 wurde ein Haftbefehl gegen ihn erlassen. Seinen Posten als Parlamentspräsident erklärte der Verfassungsgerichtshof am 20. November 2014 für vakant. Als er am 14. November 2015 nach Niger zurückkehrte, wurde er verhaftet und im Zivilgefängnis in Filingué eingesperrt. Im Zuge der Bekämpfung der COVID-19-Pandemie in Niger begnadigte Staatspräsident Issoufou im März 2020 über 1500 Häftlinge, darunter Hama Amadou.
Hama Amadou starb 2024 im Alter von 74 Jahren an den Folgen einer Malaria-Erkrankung. Er wurde in seinem Geburtsort Youri bestattet.